# Доберман (фільм)
«Доберман» («Dobermann») — французький кінофільм 1997 року, знятий режисером Яном Кауненом, з Венсаном Касселем і Чеки Каріо у головних ролях.

## Сюжет
Люта банда жорстокого короля грабіжників на прізвисько «Доберман» тероризує Париж. Розправитися зі злочинною зграєю вирішує найпорочніший поліцейський міста — огидний садист Крістіні.

## У ролях
- Венсан Кассель — Доберман
- Чеки Каріо — Сав'є Крістіні, інспектор
- Моніка Беллуччі — Наталі
- Антуан Баслер — Жан-Клод Айяш
- Домінік Беттенфельд — Елі Фроссар
- Паскаль Демолон — Лефевр
- Марк Дюре — Бауманн, інспектор
- Ромен Дюріс — Маню
- Франсуа Леванталь — Лео
- Стефан Мецгер — Олів'є Браше / Соня
- Чік Ортега — Пітбуль
- Патрік Рокка — Клодарес, комісар
- Флоранс Томассен — Флоранс
- Ролан Амстюц — Джо Хелл
- Жан Леско — епізод
- Арно Арбессьє — епізод
- Жо Камачо — епізод
- Філіпп Геган — епізод
- Сорія Мурфаккір — епізод
- Жан-Франсуа Каттон — епізод
- Марсель Легійю — епізод
- Лаура Манья — Вікторія
- Бруно Рішар — епізод
- Франсія Сегі — епізод
- Віржіні Арно — епізод
- Марк Башет — епізод
- Аффіф Бен Бадра — епізод
- Фредерік Камю — бармен
- Марк Каро — епізод
- Жіль Консель — епізод
- Патрік Ламберт — епізод
- Гаспар Ное — епізод
- Кармела Валенте — епізод
- Ян Каунен — епізод

## Знімальна група
- Режисер — Ян Каунен
- Сценарист — Жоель Уссен
- Оператор — Мішель Аматьє
- Композитори — Бруне, Жан-Жак Херц, Франсуа Рой
- Художник — Мішель Бартелемі
- Продюсери — Фредерік Дюма-Зайдела, Ерік Невьо